# Dan Marian Costescu
Dan Marian Costescu (n. 23 februarie 1969, București, România) este un manager român, ministru al transporturilor între 17 noiembrie 2015 și 7 iulie 2016 și pilot de motociclism.

## Activitate sportivă

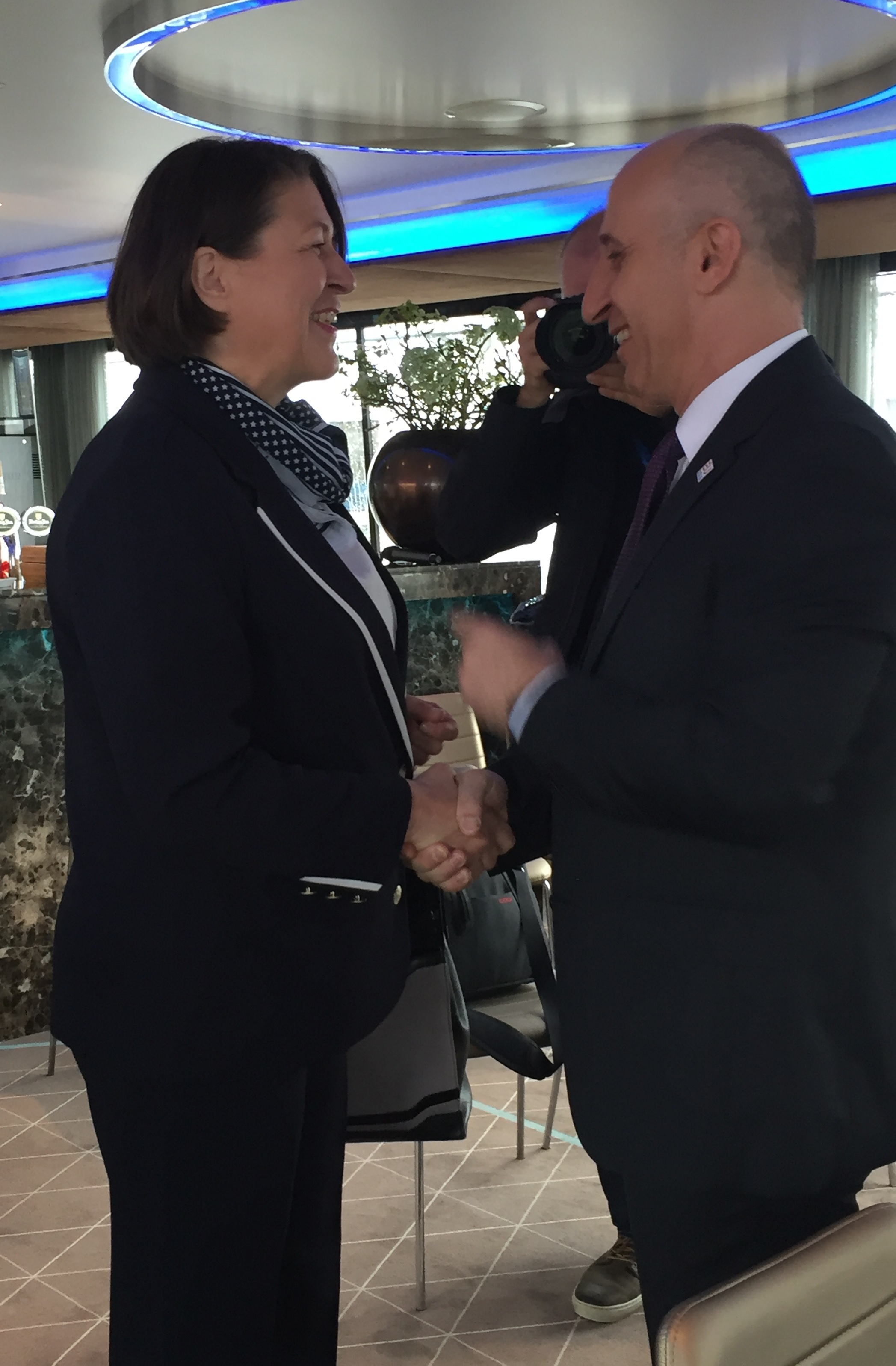
Cu Violeta Bulc, comisarul European al Transporturilor, Rotterdam

Dan M. Costescu este și pilot de motociclism și organizator de competiții, participând la curse din trei ramuri diferite, rally-raid⁠(en)[traduceți], motocros și enduro. Acesta devine în 2009 campion național la clasa motociclism rally-raid iar la sfârșitul aceluiași an, pilotul român participă la raliul Paris-Dakar „Heroes Legend” unde se clasează pe locul 11 din 150 de participanți. Mai multe detalii la secțiunea Activitate Sportivă. A organizat și propriul său raliu maraton ], în România, desfășurat pe aproape 3000 de km in 7 zile.
Astfel își adjudecă titlul de campion național al României la Rally Raid  care i-a fost înmânat la Gala Campionilor, organizată de Federația Română de Motociclism, la Cheile Grădiștei.